# Dominic Janes
Dominic Janes, född den 11 februari 1994 i Tucson, Arizona, USA, är en amerikansk skådespelare. Han är mest känd för TV-filmen Re-Animated och dess spinoff-serie Jimmys vrickade värld, som visas på Cartoon Network.

## Biografi
Dominic Janes mamma är åklagare och hans pappa är poet. Hans farbror Joe Preston är musiker. 
Janes medverkar främst i olika TV-serier. Han har gästspelat i serier som Cityakuten och Dexter. Han fick sitt genombrott med rollen som Jimmy i filmen Re-Animated och samma roll spelar han i TV-serien Jimmys vrickade värld.
Han spelade Billy Madsen i filmen Wild Hogs och lånade ut sin röst till Squidboy i den animerade serien Wolverine and the X-Men.

## Filmografi i urval
- 2005 - Instant Dads
- 2005 - Jordan, rättsläkare (gästroll i TV-serie)
- 2006 - Re-Animated
- 2006-2007 - Dexter (gästroll i TV-serie)
- 2007 - Wild Hogs
- 2007-2008 - Jimmys vrickade värld
- 2005-2009 - Cityakuten (gästroll i TV-serie)